# Західний експрес (поїзд Львів — Одеса)
«Західни́й експрéс»  — нічний експрес регіональної філії «Львівська залізниця» АТ «Укрзалізниця» № 12/11 сполученням Львів — Одеса — Львів. Протяжність маршруту — 746 км. На даний поїзд є можливість придбати електронні проїзні документи. Їхня вартість може відрізнятися залежно від дня тижня, у який здійснюється поїздка. Станом на 2017 рік вартість квитків складала від 667 гривень у купе та близько 1,6 тис. гривень за квиток у вагоні класу «Люкс».

## Історія
Перший рейс «нічний експрес» від Львова до Одеси здійснив 29 жовтня 2017 року. 
В перший рейс заповненість сягла 84 %. 
У формування цього потяга вкладено близько 200 мільйонів гривень. Вартість одного нового вагону коштує більш ніж 23 млн гривень, на відновлення одного вагону (капітально-відновлювальний ремонт) витрачено — 10,2 млн гривень.
До 31 січня 2018 року потяг курсував через день. Зважаючи на велику популярність серед пасажирів потяга, з 1 лютого 2018 року «Укрзалізниця» встановила щоденне курсування потяга категорії «Нічний експрес» № 12/11 Львів — Одеса.
З 18 березня по 26 червня 2020 не курсував через COVID-19, але потім курсував по звичайному графіку.
З 1 серпня 2025 року «Укрзалізниця» 
впроваджує верифікацію через «Дія. Підпис» придбання або повернення проїзних документів на поїзд № 12/11 Львів — Одеса. Продаж квитків через каси на цей поїзд недоступний. Зміни впроваджені з метою зменшення кількості можливих зловживань під час придбання проїзних документів.

## Інформація про курсування
Потяг курсує цілий рік, щоденно. До 8 грудня 2018 року курсував через день. Зі Львова — по парним, з Одеси — по непарним числам місяця.
На маршруті руху передбачені зупинки на 3 проміжних станціях Тернопіль, Хмельницький, Жмеринка. З 9 грудня 2018 року скасована зупинка поїзда на станції Подільськ.
Повну відстань від Львова до Одеси «нічний експрес» № 12/11 долає за 10 годин 36 хвилин. Час подорожі на зворотному шляху становить 10 годин 32 хвилин. Нічний швидкий поїзд № 26/25 «Біла акація», який щоденно курсує у сполученні Львів — Одеса, долає відстань від столиці Галичини до Південної Пальміри за 11 годин 40 хвилин, а зворотно — за 11 годин 33 хвилин. Таким чином рух нового потяга в цьому сполученні пришвидшено майже на 1 годину.
| Розклад руху поїзда «Західний експрес» з 12 грудня 2021 року | Розклад руху поїзда «Західний експрес» з 12 грудня 2021 року | Розклад руху поїзда «Західний експрес» з 12 грудня 2021 року | Розклад руху поїзда «Західний експрес» з 12 грудня 2021 року | Розклад руху поїзда «Західний експрес» з 12 грудня 2021 року |
| Час прибуття                                                 | Час відправлення                                             | Станції                                                      | Час прибуття                                                 | Час відправлення                                             |
| ------------------------------------------------------------ | ------------------------------------------------------------ | ------------------------------------------------------------ | ------------------------------------------------------------ | ------------------------------------------------------------ |
| —                                                            | 22:25                                                        | Львів                                                        | 8:03                                                         | —                                                            |
| 9:01                                                         | —                                                            | Одеса                                                        | —                                                            | 21:31                                                        |

Актуальний розклад руху вказано у розділі «Розклад руху призначених поїздів» на офіційному вебсайті «Укрзалізниці».
На маршруті два склада формування пасажирського вагонного депо Львів (ПКВЧД-8).
У складі потяга — 7 нових вагонів (2017—2018 року виготовлення) та 3 капітально відремонтованих. Загалом у ньому передбачено 348 місць:
- 8 купейних[14]
- 2 вагони класу «Люкс»[15].

На початку кожного вагона виробництва Крюківського вагонобудівного заводу є біжучий рядок, з якого є можливість дізнатися поточний час, дату, напрямок руху, ознайомитися з рекламою та інше.
Зверху над кожними вхідними дверима купе знаходиться «пульт пасажира» виробництва харківського заводу «Хартрон», за допомогою якого можна виконувати такі функції:
- вмикати/вимикати світло: сильний (дві лампи), середній (одна лампа), слабкий (чергове освітлення);
- викликати провідника, не виходячи з купе;
- ставити двері на сигналізацію;
- звичайно, завжди актуально заздалегідь знати, зайнятий туалет чи ні.

В кожному купе в наявності розетка для підзарядки мобільних телефонів, ноутбуків та іншої портативної техніки.
Особливість потяга — нова система кондиціонування і вакуумні санвузли, а також вбудована кавоварка, яка економить час як провідника, так і пасажиру.

## Додаткове курсування разового сполучення
На літній сезон, на свята призначаються додаткові денні рейси № 167/168 Львів — Одеса. Стоянка здійснюється у Тернополі, Хмельницькому та Жмеринці.
| Розклад руху додаткового поїзда | Розклад руху додаткового поїзда | Розклад руху додаткового поїзда | Розклад руху додаткового поїзда | Розклад руху додаткового поїзда |
| Прибуття                        | Відправлення                    | Станції призначення             | Прибуття                        | Відправлення                    |
| ------------------------------- | ------------------------------- | ------------------------------- | ------------------------------- | ------------------------------- |
| —                               | 07:13                           | Львів                           | 18:40                           | —                               |
| 18:14                           | —                               | Одеса                           | —                               | 08:03                           |